# Кайтакоски ГЭС
Кайтакоски ГЭС (Кайтакоски ГЭС-4) — гидроэлектростанция в Мурманской области России. Расположена на реке Паз, вблизи государственной границы России с Финляндией, является первой ступенью каскада Пазских ГЭС.

## Описание
Низконапорная русловая ГЭС, работающая в автоматическом режиме. Является верхней ступенью каскада, регулирует уровень воды озера Инари и реки Паз Управление Кайтакоски ГЭС, как и другими станциями каскада, осуществляется с единого пульта Раякоски ГЭС. Расход Кайтакоски ГЭС задает режим работы остальных гидроэлектростанций, расположенных ниже по течению.
Состав сооружений ГЭС:
- левобережная и правобережная насыпные плотины общей длиной 553 м и наибольшей высотой 15,4 м;
- водосбросная бетонная плотина длиной 42 м;
- глухая бетонная плотина;
- подводящий канал;
- здание ГЭС руслового типа;
- отводящий канал.

Созданное плотиной водохранилище Кайтакоски имеет полный объём при нормальном подпорном уровне 4,95 км³ (с учетом озера Инариярви), полезный – 2,45 км3, площадь водного зеркала собственно водохранилища (без озера) 3,2 км². 
Установленная мощность ГЭС на 1 января 2014 года — 11,2 МВт, среднемноголетняя выработка — 67,9 млн кВт⋅ч.
В здании ГЭС установлено 2 поворотно-лопастных гидроагрегата мощностью по 5,6 МВт, работающих при расчётном напоре 7 м.

## История
ГЭС спроектирована и построена финской фирмой «Иматран Войма» по контракту с СССР. Введена в постоянную эксплуатацию 24 сентября 1959 года.
В 1959 году между СССР, Норвегией и Финляндией было подписано соглашение о регулировании режима озера Инари, определяющее режим работы Кайтакоски ГЭС.